# Tableau économique

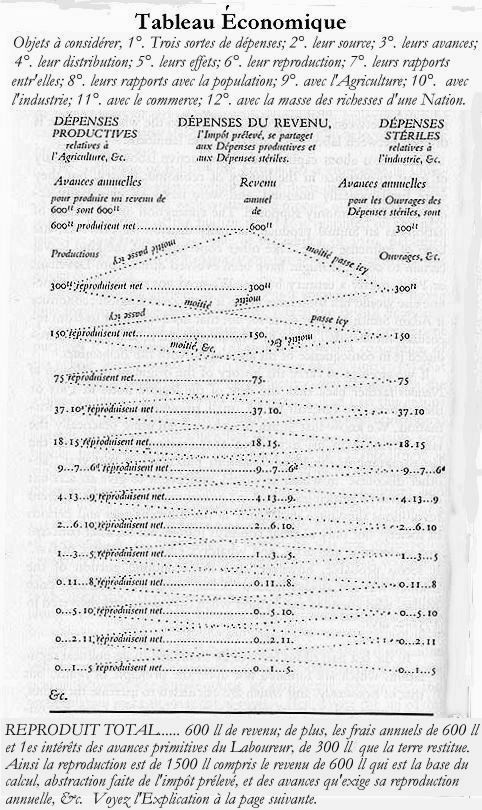
Ilustração da Tableau économique original de Quesnay, 1759.

O Tableau économique (em português, 'Quadro econômico') é um modelo econômico descrito por François Quesnay, em 1759, que estabeleceu as bases da teoria econômica dos fisiocratas.
Quesnay acreditava que o comércio e a indústria não eram fontes de riqueza, e em vez disso em seu livro Tableau économique argumentou que os excedentes agrícolas, fluindo através da economia sob a forma de aluguel, salários e compras, formam o real motor econômico. Em primeiro lugar, disse Quesnay, o regulamento impede o fluxo de renda em todas as classes sociais e, portanto, o desenvolvimento econômico. Em segundo lugar, os impostos sobre as classes produtivas, tais como agricultores, devem ser reduzidos em favor de aumentos para as classes improdutivas, tais como proprietários de terras, que com sua forma de vida luxuosa, distorciam o fluxo de renda. Além disso, o Tableau pode ser compreendido como a síntese visual das ideias econômicas desenvolvidas pelo sistema filosófico fisiocrático, pois ele trata da representação geométrica das regras que regem a ordem natural.

## Interpretação Fisiocrata
O comerciante não é uma fonte de riqueza, no entanto, os fisiocratas acreditavam que "nem a indústria nem o comércio gerariam riqueza". A explicação "plausível" é que os fisiocratas desenvolveram sua teoria à luz da situação real da economia francesa. A França era uma monarquia absolutista e como os proprietários de terra, que constituíam de 6-8% da população e possuíam 50% da terra disponível, a agricultura então contribuía com 80% da riqueza do país. O segmento popular não tinha acesso a terra, portanto a prática da agricultura de subsistência que produzia o mínimo indispensável tinha praticamente toda a renda absorvida por necessidades alimentares. Além disso, as exportações consistiam principalmente de produtos agrícolas de base. Dado o efeito maciço da agricultura na economia da França, era mais provável que eles iriam desenvolver um modelo econômico que fosse usado para o benefício do rei.
Quesnay argumentou contra a indústria e comércio internacional, como alternativas para a sua doutrina. Primeiro, a indústria não produziria nenhum ganho em termos de riqueza e, portanto, redirecionar o trabalho da agricultura para a indústria de fato diminui a riqueza global da nação. Além disso, a população se expande para preencher terras disponíveis e fazer o abastecimento alimentar. Em segundo lugar, a premissa básica dos mercantilistas é que um país deve exportar mais do que importa para obter riqueza, mas que supõe que ele tenha mais de um recurso negociável do que necessita para o consumo interno. A França não tinha colônias com a habilidade de produzir bens acabados ou semi-acabados como a Inglaterra ou a Holanda. Sua presença colonial principal foi no Caribe, no sul da América do Norte e no Sudeste Asiático, e como a França, suas colônias tinham economias de base agrícola. O único bem que a França tinha com excedente suficiente para exportação eram os alimentos e, portanto, o comércio internacional com base na produção industrial não produziam tanta riqueza.
Quesnay não era um anti-indústrial, no entanto, ele apenas era realista em sua avaliação, de que a França não estava em boa posição para incubar um forte mercado industrial. Seu argumento era que os artesãos e fabricantes viriam para a França apenas em proporção ao tamanho do mercado interno para seus produtos. Quesnay acreditava que um país deveria se concentrar na fabricação e transformação industrial apenas na medida em que a disponibilidade de matérias-primas locais e mão-de-obra apropriada, permita-lhe ter uma vantagem de custo sobre seus concorrentes no exterior. Qualquer coisa acima desse valor deve ser comprados através do comércio local.

## Legado
O tableau économique é creditado como a "primeira formulação precisa" de sistemas interdependentes na economia e da origem da teoria do multiplicador na economia. Uma tabela análoga é usada na teoria da criação de moeda no sistema bancário de reservas fracionárias por repasses de depósitos, levando ao multiplicador monetário. A doutrina do fundo de salários foi derivada do quadro, e depois rejeitada.